# Här är polisen
Här är polisen, även kallad Poliskonstapeln, är en barnvisa från första halvan av 1900-talet, skriven av Stina Nyström och Nils-Henrik Nyström. Sången handlar om polisens uppgifter i trafiken och samhället. Under 1970-talet fick sjungandet av sången utstå kritik, då många menade att man inte skall skrämma små barn med polisen så som mamman i sångens andra vers.

## Inspelningar
En tidig inspelning gjordes av Nadja Hjärne-Ohrberg med Stig Holms ensemble den 28 september 1945, och släpptes på skiva i december samma år. Sången finns också inspelad av svenska polisen själva, med Motalapolisens manskör och Lennart Djärf på albumet Till glädje från 1980.

## Publikation
- Nu ska vi sjunga, 1943, under rubriken "Lekvisor"

### Fotnoter
1. ↑  ”Kungens lilla piga”. Svensk mediedatabas. 26 februari 1945. http://smdb.kb.se/catalog/id/000094420. Läst 18 maj 2011.
2. ↑  ”Till glädje”. Svensk mediedatabas. 26 februari 1980. http://smdb.kb.se/catalog/id/001441022. Läst 18 maj 2011.